# Эссен, Юнас фон
Юнас фон Эссен (швед. Jonas von Essen, род. 24 апреля 1991, Шёвде, Швеция) — шведский мнемонист. Он участвовал в нескольких соревнованиях по запоминанию и в 2013 году стал первым шведским чемпионом мира по памяти.

## Карьера
Начало его спортивной карьеры описано в документальном фильме «Самая крутая национальная сборная Швеции», который сначала транслировался на SVT, а затем был куплен TV4.
Юнас фон Эссен впервые появился на чемпионате Швеции по памяти в 2012 году, где он завоевал своё первое золото чемпионата Швеции. В том же году он также завоевал бронзу на чемпионате мира по памяти. В следующем году он выиграл восемь соревнований по памяти, включая чемпионат мира по памяти.
На чемпионате мира 2014 года Юнас получил своё третье подряд золото, а также сумел запомнить 380 чисел из 400 возможных в категории «произнесённые числа». При этом он восстановил мировой рекорд в этой категории, который он установил в 2013 году. В то время мировой рекорд составлял 318 цифр, который позже был побит как Мягмарсуреном Тууруулом (337 цифры), так и Йоханнесом Малловом (364 цифры), прежде чем Юнас превзошёл эти результаты.

### Шведский рекорд по запоминанию десятичных знаков числа Пи
12 марта 2016 года Юнас фон Эссен побил новый рекорд Швеции по запоминанию десятичных знаков числа Пи, когда ему в «Эксперименте Тома Титса» удалось правильно воспроизвести 13 208 знаков после запятой. Он запомнил 15 000 десятичных знаков, но ошибся на 13 209 цифре. Таким образом, Юнас стал первым мнемонистом, установившим этот рекорд в Швеции. 7 марта 2020 года Юнас поднял рекорд до 24 063 десятичных знаков, что также стало новым европейским рекордом.

### «Talang 2018»
Весной 2018 года Юнас участвовал в шоу «Talang» на TV4. Во время прослушивания он запомнил имена всех 500 человек в аудитории, что привело к тому, что Дэвид Батра дал ему свой золотой зуммер и, таким образом, отправил его прямо в финал.
В финале Юнас показал, что запомнил первые 50 000 десятичных знаков числа пи, которые затем были проверены жюри. Йонас был одним из троих, кто набрал наибольшее количество голосов в финале, но победа досталась оперной певице Мадлен Хиллеард.

### Умнее пятиклассника 2020
Весной 2020 года Юнас участвовал в шоу SVT «Smarter than a 5-class», где он был знаменитостью, которая пожертвовала выигранные деньги на благотворительность. Он прошёл до последнего вопроса, который мог дать ему 250 000 крон. Он решил открыть последний вопрос о галилейских лунах, ответил правильно и выиграл 250 000 шведских крон, которые пошли на благотворительность. Таким образом, он стал пятым участником, назвавшим себя «умнее пятиклассника».